# Cimitero di Picpus
Il cimitero di Picpus (in francese cimetière de Picpus) è il solo cimitero privato della città di Parigi assieme al vecchio cimitero degli ebrei portoghesi. Edificato nel 1640, fu di proprietà del convento delle Canonichesse di Sant'Agostino, in seguito cacciate nel 1792; il cimitero in questione divenne di proprietà cittadina nel giugno 1794. All'ingresso si trova la cappella detta "Notre-Dame-de-la-Paix de Picpus", gestita dalle suore del Sacro Cuore.
È inoltre uno dei quattro cimiteri di Parigi che venne utilizzato per ospitare i corpi di chi veniva ghigliottinato durante la Rivoluzione francese, usato per questo scopo tra giugno e luglio 1794 (periodo del Grande Terrore). Il cimitero di Picpus ospitò, in seguito, le spoglie provenienti dal vicino cimitero di Sainte-Marguerite, chiuso nel 1804. È l'unico dei cimiteri usati per i ghigliottinati nella rivoluzione ad essere ancora in uso e con le sepolture intatte, mentre quello degli Errancis è stato smantellato e al posto della Madeleine sorge il memoriale che ospita la Cappella espiatoria, mentre i corpi sono finiti quasi tutti nelle catacombe di Parigi. Dal 1797 Picpus ha accolto i corpi di persone imparentate con le vittime della rivoluzione lì sepolte, e alcune personalità collegate.

## Storia
Il cimitero, oggi, si trova negli antichi possedimenti del convento dei canonici di Sant'Agostino (noto anche come convento della Madonna della vittoria di Lepanto), edificato nel 1640, per volere di Luigi XIII di Francia. Nel maggio 1792, il monastero fu chiuso e divenne di proprietà nazionale due anni dopo.
Il cimitero è situato a qualche minuto dalla place de la Nation dove fu eretta la ghigliottina durante il periodo del Terrore, nel 1794. Questa piazza, con l'attigua Place de l'Île de la Réunion, anticamente chiamata piazza del Trono, fu ribattezzata «piazza del trono rovesciato» dopo il 1792. Tra il 13 giugno e il 28 luglio, 55 persone al giorno vi furono decapitate. Una fossa comune fu scavata ai bordi del giardino nella quale furono gettati i corpi decapitati, nobili, suore, mercanti, soldati, operai e albergatori tutti messi insieme. Una seconda fossa fu scavata quando la prima fu piena. Lo scavo di una terza fossa destinato ad accogliere altre spoglie di condannati del terrore fu scoperto nel 1929, ma nessun cadavere vi fu rinvenuto. I nomi di più di 1 300 persone che vi furono seppellite sono scritti sui muri della cappella. Tra i 1 109 uomini figurano 108 nobili, 108 ecclesiastici, 136 monaci, 178 militari e 579 popolani. Tra le 197 donne, c'erano 51 nobili, 23 suore e 123 popolane. La carneficina cessò quando Robespierre stesso fu decapitato. Il giardino e le sue fosse furono allora circondate da un muro.
Tra le donne, le sedici carmelitane del convento di Compiègne, di età tra i 29 e i 78 anni, condannate per macchinazioni contro la Repubblica furono condotte insieme all'esecuzione, che affrontarono serenamente cantando inni religiosi. Esse furono beatificate nel 1906.
Nel 1797 il giardino fu venduto in segreto alla principessa Amélie de Salm de Hohenzollern-Sigmaringen, sorella di una delle vittime ivi sepolte. Nel 1803, alcune famiglie imparentate con alcuni dei giustiziati comperarono il resto del terreno al fine di stabilirvi un secondo cimitero presso le due fosse comuni. Molte di queste famiglie nobili utilizzano ancora il cimitero come luogo di inumazione. Epigrafi sono state poste in memoria di membri di queste famiglie che furono deportati e morirono nei campi di concentramento durante la seconda guerra mondiale.
Il marchese di La Fayette, morto di morte naturale, vi è sepolto ed una bandiera statunitense sventola sopra la sua tomba. Ogni 4 luglio, l'ambasciata degli Stati Uniti d'America viene a rendergli omaggio. Egli è sepolto a fianco di sua moglie mentre una delle quattro sorelle, la madre Henriette d'Aguesseau e la sua nonna paterna, Catherine de Cossé-Brissac figurano tra coloro che furono decapitati e gettati nelle fosse comuni.
L'entrata del cimitero è situata al n. 35 rue de Picpus, nel XII arrondissement di Parigi. Nella cappella molto semplice, tenuta dalle suore del Sacro Cuore, si può vedere una piccola scultura di Notre Dame de la Paix del XV secolo, che ha la reputazione di aver guarito, tra gli altri, Luigi XIV da una grave malattia. Nella guida distribuita ai visitatori si legge «Per desiderio dei fondatori qui si prega [...] non solo per le vittime ma anche per i loro carnefici, vittime essi stessi di una delle prime manifestazioni di totalitarismo nemico della dignità dell'uomo. Picpus è anche un luogo di meditazione e di perdono per gli eccessi degli uomini sviati dalle ideologie materialiste e, con la partecipazione della Congregazione delle Suore, un legame d'amore tra gli uomini e di speranza nel futuro».

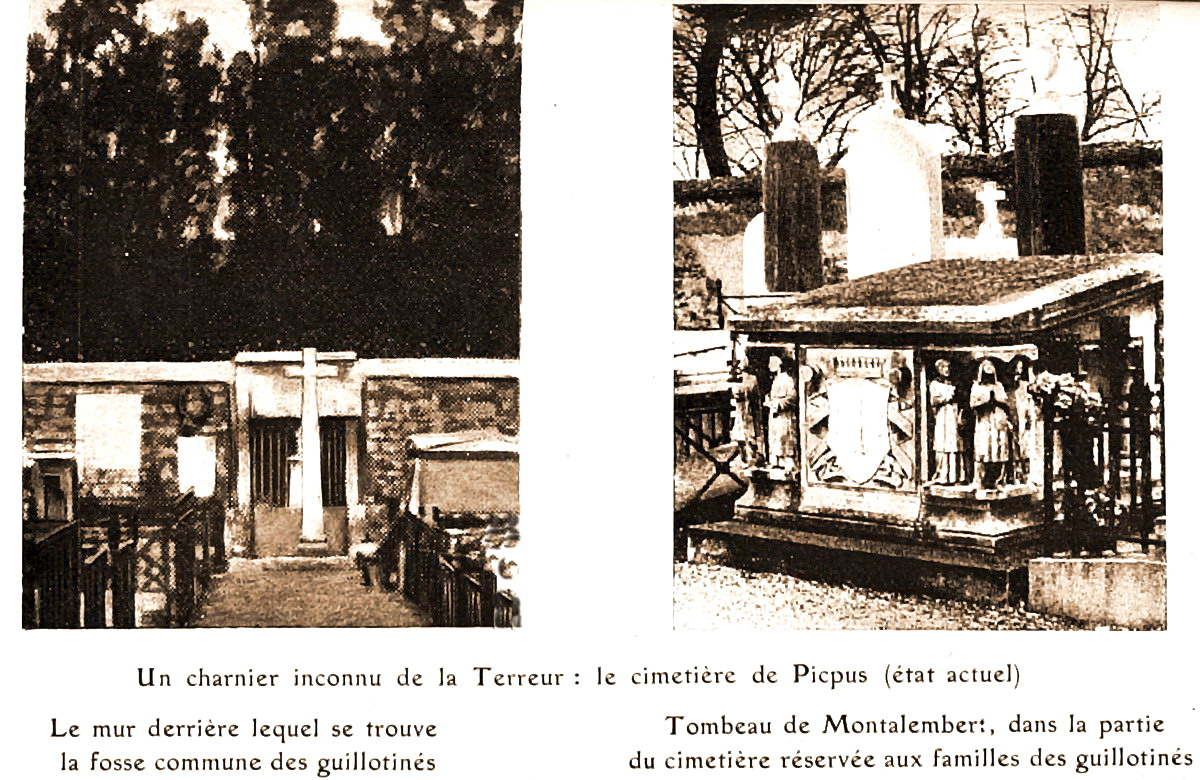
Vedute del cimitero all'inizio del XX secolo

## Sepolture illustri
- Gilbert du Motier de La Fayette;
- Antoine-Laurent de Lavoisier, ghigliottinato l'8 maggio 1794;
- Charles-Louis-Victor de Broglie, ghigliottinato il 27 giugno 1794;
- André Chénier, ghigliottinato il 7 termidoro Anno II (25 luglio 1794), nelle fosse;
- 1306 vittime del Terrore tra il 14 giugno e il 27 luglio 1794;
- Le martiri di Compiègne, ghigliottinate e sepolte nelle fosse comuni;
- Jean Antoine Roucher (1745-1794), poeta, riscossore delle tasse sul sale, ghigliottinato il 7 termidoro Anno II (vedere la sua poesia La dernière charrette);
- Marie-Thérèse de Choiseul-Stainville, ghigliottinata il 27 luglio 1794, moglie del principe reggente di Monaco Giuseppe Grimaldi
- Richard Mique, architetto di Luigi XVI di Francia ghigliottinato l'8 luglio 1794;
- Aimé Picquet du Boisguy (1776-1839), generale dei Chouan;
- Antoine Terray, intendente delle finanze di Montauban e di Lione;
- Federico III di Salm-Kyrburg;
- Alexandre de Beauharnais, ghigliottinato il 23 luglio 1794;
- Mathieu de Montmorency-Laval (1766-1826), ministro degli Affari;
- Sosthènes de La Rochefoucauld (1785-1864), II duca di Doudeauville, direttore del museo di Belle Arti;
- Sosthène II de La Rochefoucauld (1825-1908), IV duca di Doudeauville, ambasciatore di Francia;
- Jules de Polignac (1780-1847), primo ministro del Regno di Francia;
- Armand I de La Rochefoucauld (1870-1963), V duca di Doudeauville;
- G. Lenotre (1855-1935), membro dell'Accademia francese, storico della rivoluzione.